# فانی لوه هامر
فانی لوه هامر (انگلیسی: Fannie Lou Hamer; ۶ اکتبر ۱۹۱۷ – ۱۴ مارس ۱۹۷۷) سیاست‌مدار، فعال حقوق زنان و حق رأی اهل ایالات متحده آمریکا بود.